# Camptoptera camptopteroides
Camptoptera camptopteroides är en stekelart som först beskrevs av Girault 1916.  Camptoptera camptopteroides ingår i släktet Camptoptera och familjen dvärgsteklar. Inga underarter finns listade.